# Yves Brinkmann
Yves Brinkmann (* 10. Juli 1992 in Jena) ist ein deutscher Fußballspieler. Er spielt als Mittelfeldspieler und steht bei der TSG Neustrelitz unter Vertrag.

## Karriere
Brinkmann durchlief seit Sommer 1999 die gesamte Jugend des FC Carl Zeiss Jena und rückte im Sommer 2011 in den Drittliga-Kader auf. Am 8. Oktober 2011 gab er sein Profidebüt im Spiel gegen den SV Babelsberg 03 (1:2). In den Spielzeiten bei Jena kam er häufig im Oberliga-NOFV-Süd-Kader des FC Carl Zeiss zum Einsatz.
Im Sommer 2015 erfolgte der Wechsel zum Regionalligakonkurrenten TSG Neustrelitz, der er schon ein Jahr später nach Meuselwitz verließ. 